# Jan-Erik Björk

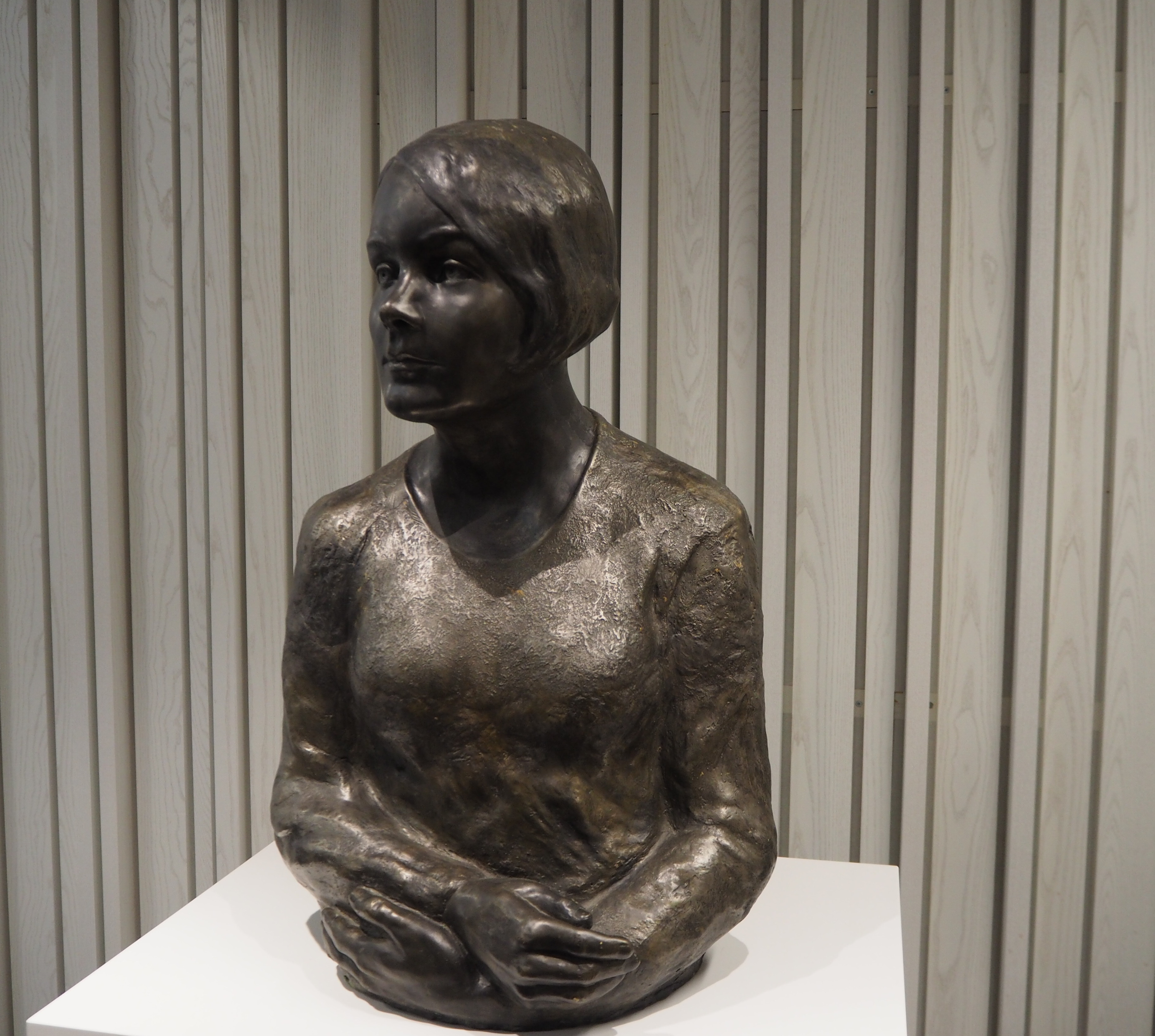
Björks skulptur av Karin Boye på Stockholms universitetsbibliotek, 2017.

Jan-Erik Björk, folkbokförd Jan Erik Gustaf Sture Björk, född 16 november 1942 i Sankt Matteus församling i Stockholm, död 3 juni 2019, var en svensk matematiker och professor.
Björk blev 1970 filosofie doktor vid Stockholms universitet på avhandlingen Chain Conditions of Associative Rings och var senare professor i matematik vid nämnda universitet. Hans forskningsområde kretsar kring flera områden inom  algebra, analys och geometri.
Jan-Erik Björk var också verksam som skulptör. Hans skulptur av poeten Karin Boye står på Stockholms universitetsbibliotek. 
Han var son till statistikern Leif Björk och avdelningsdirektören Marianne Hellström (omgift Arvidsson) samt dotterson till professor John Hellström och brorson till Kaj Björk.